# 国際隕石学会
国際隕石学会（こくさいいんせきがっかい、英語: Meteoritical Society）は、太陽系の起源や歴史を理解するために隕石や他の地球外物質の研究に重点を置く惑星科学の研究と教育のための学会である。1933年に設立された。惑星科学の話題に興味をもつ、33か国以上の国の900人以上の科学者とアマチュア研究家が会員になっている。隕石、宇宙塵、小惑星、彗星、衛星、惑星、隕石衝突、太陽系の起源などを研究対象としている。

## 出版物
発見されたすべての隕石の記録し、Meteoritical Bulletin で公表する。
また、惑星科学の学術誌 Meteoritics & Planetary Science を発行し、地球化学会 (Geochemical Society) と共同で Geochimica et Cosmochimica Acta を発行している。

## 賞
国際隕石学会は毎年以下の賞を授与している。
レオナード・メダル（1966年から）
隕石学会の初代会長をつとめたフレデリック・レオナード (Frederick C. Leonard) を記念して設けられ、隕石の分野と、その関係の科学分野の顕著な功績をあげた科学者に対して贈られる。
バリンジャー・メダル（1984年から）
バリンジャー・クレーターの研究で知られるダニエル・モロー・バリンジャーと息子のダニエル・モロー・バリンジャー Jr.を記念して設けられ、隕石衝突、クレーターの分野の顕著な功績をあげた科学者に対して贈られる。
ニール賞 (Nier Prize)（1996年から）
アルフレッド・ニール (Alfred O. C. Nier) を記念して設けられ、隕石の分野と、その関係の科学分野の顕著な功績をあげた35歳以下の若手科学者に対して贈られる。
Paul Pellas-Graham Ryder Award（2000年から）
学生によって執筆され査読される学術誌に最初に掲載された惑星科学の論文のうち最も優れた論文の執筆者に贈られる。
Meteoritical Society's Service Award（2006年から）
学会の目的の推進に、研究以外の分野で貢献した会員に贈られる。
Gordon A. McKay Award（2006年から）
学会でのもっとも優れた学生の発表に対して贈られる。